# 星舰驾驶员
《星舰驾驶员》是作家水野良创作的轻小说式科幻小说，在2001年至2005年间在MediaWorks上连载。同名动画作品由J.C.STAFF制作，并在東京電視台上播放。

## 故事概要
公元2300年，位於海里埃塔星域的軍事王國對行星國家吉比宣戰。由於實力懸殊，王國軍隊很快得到了全面勝利。吉比國的防衛大學士官候補生們接替下投降政府未完成的使命，以有限的資金購買了宇宙戰艦，並從此開始與王國展開了殊死搏鬥。
為了得到購買戰艦的費用和運轉資金，候補生與銀河網絡電視簽約，將宇宙空間中的戰鬥向全世界進行實況轉播。失去了故鄉，在孤立狀態下戰鬥着的防衛大學的訓練生們，利用覆蓋整個銀河網絡的電視局與強敵——王國（kingdom）對抗。戰鬥艦（アマテラス）上的女性乘員既要因生命而戰鬥，又要偶爾為了維持收視率而作為偶像活躍於舞台上。

## 登場角色
香月詩濃（聲：伊藤靜）
冰坂亞鈴（聲：渡邊明乃）
秋里莲娜（聲：浅野真澄）
神崎（聲：小尾元政）

## 電視動畫
2005年1月5日至3月30日。

### 主題曲
片頭曲「radiance」
填詞：KOTOKO、川田麻美，作曲、編曲：中澤伴行，主唱：川田麻美
片尾曲
填詞、作曲、主唱：KOTOKO，編曲：嶋田陽一（SORMA　NO.1）

### 各話列表
| 話數  | 日文標題                     | 分鏡              | 作畫監督                                         | 総作画監督        |
| ----- | ---------------------------- | ----------------- | ------------------------------------------------ | ----------------- |
| SE:01 | カウント・ダウン             | 浅見松雄          | 和田崇                                           | 和田崇 田中基樹   |
| SE:02 | トラファルガー・クライシス   | 清水一伸          | 岡野幸男                                         | 和田崇 田中基樹   |
| SE:03 | コール・フロム・ホーム       | ながはまのりひこ  | 和田崇、谷川政輝 福島喜晴、沖田篤志              | 和田崇 田中基樹   |
| SE:04 | ファイナル・アンサー         | 上田繁            | 徳永奈緒、谷川政輝 尾崎正幸、川上暢彦            | 和田崇 田中基樹   |
| SE:05 | グレート・エスケープ 前編    | 雄谷将仁 高島大輔 | 岡野幸男 福島喜晴                                | 和田崇 田中基樹   |
| SE:06 | グレート・エスケープ 後編    | 浅見松雄          | 沖田篤志、尾崎正幸                               | 和田崇 田中基樹   |
| SE:07 | スターダスト・メモリー 前編  | 清水一伸          | 谷川政輝、福島喜晴                               | 和田崇 田中基樹   |
| SE:08 | スターダスト・メモリー 後編  | てらまちゆき      | 川上暢彦、松本好弘                               | 和田崇 田中基樹   |
| SE:09 | ターニング・ポイント         | 上田繁            | 松本文男、尾崎正幸                               | 松本文男 田中基樹 |
| SE:10 | サドン・デス                 | ながはまのりひこ  | 谷川政輝、沖田篤志                               | 松本文男 田中基樹 |
| SE:11 | リターン・マッチ             | 清水一伸          | 田村正文、岡野幸男                               | 松本文男 田中基樹 |
| SE:12 | ウォー・クライ               | 雄谷将仁          | 川上暢彦、尾崎正幸 福島喜晴                      | 松本文男 田中基樹 |
| SE:13 | モーメント・オブ・トゥルース | 浅見松雄          | 谷川政輝、沖田篤志 岡野幸男、アベエミコ 尾崎正幸 | 松本文男 田中基樹 |